# Жозе Вітор Морейра Семеду
Жозе Вітор Морейра Семеду (порт. José Vitor Moreira Semedo, нар. 11 січня 1985, Сетубал) — португальський футболіст, який грав на позиції захисника і півзахисника. Відомий за виступами в клубах «Чарльтон Атлетик», «Шеффілд Венсдей» та «Віторія» (Сетубал), а також молодіжну збірну Португалії.

## Клубна кар'єра
Жозе Вітор Морейра Семеду народився 1985 року в місті Сетубал, та є вихованцем футбольної школи лісабонського «Спортінг». У дорослому футболі дебютував у 2003 році, проте грав виключно за другу команду клубу, і керівництво лісабонського клубу віддало футболіста в оренду спочатку до клубу «Каза Піа», а пізніше до клубу «Фейренсі». У сезоні 2006—2007 років «Спортінг» віддав Семеду в оренду до італійського клубу «Кальярі», проте в цій команді португальський півзахисник гравцем основи стати не зумів.
У 2007 році Семеду на правах постійного контракту перейшов до англійського клубу Чемпіоншипу "Чарльтон Атлетик, у якому він грав до 2011 року, та зумів стати гравцем основного складу. З 2011 до 2017 року Семеду грав у іншій команді англійського Чемпіоншипу «Шеффілд Венсдей», де також зумів стати гравцем основного складу..
У 2017 році Жозе Семеду повернувся до Португалії, де став гравцем клубу «Віторія» (Сетубал). У січні 2023 року футболіст вирішив завершити кар'єру гравця.

## Виступи за збірну
Жозе Вітор Морейра Семеду протягом 2006—2007 років залучався до складу молодіжної збірної Португалії. У складі молодіжної збірної брав участь у молодіжному чемпіонаті Європи 2006 року і молодіжному чемпіонаті Європи 2007 року. На молодіжному рівні загалом зіграв у 13 офіційних матчах, та забив 1 гол.